# František Polanský (vysokoškolský učitel balistiky)
František Polanský (31. března 1901 Český Herálec – 1978 Brno) byl český vysokoškolský pedagog a první děkan samostatné Fakulty strojní a elektrotechnické, později Vysoké školy strojní a elektrotechnické v Plzni.

## Život
František Polanský absolvoval České vysoké učení technické v Praze. Od roku 1928 pracoval ve Škodových závodech v Plzni. Od roku 1947 přednášel vnitřní balistiku na Vysoké škole strojního a elektrotechnického inženýrství v Praze. V letech 1949-1953 byl prvním děkanem nově založené samostatné Fakulty strojní a elektrotechnické v Plzni, budoucí VŠSE. V roce 1953 odešel na Vojenskou technickou akademii do Brna.